# Yehuda
Yehuda is een Joodse voornaam.
Juda of Yehuda is ook de oorspronkelijke naam van de door een leeuw voorgestelde stam Juda, een van de stammen van Israël. In Genesis, noemt de patriarch Jacob zijn zoon Juda tijdens een zegening een "Gur Aryeh", (Hebreeuws " גּוּר אַרְיֵה יְהוּדָה") oftewel "jonge leeuw". De stam van Juda zou van hem afstammen.
Een bekende drager van een moderne Hebreeuwse variant op deze naam was de grote Joodse violist en dirigent Yehudi Menuhin.
Er zijn bronnen die de afwijkende etymologie "de geprezene" of "de bewonderde" geven.
Varianten op de schrijfwijze zijn: Yechudi, Yechudit, Yehuda, Yehudah en Yehudit.